# Dama (noblesa)
Dama, Dame en l'anglès originari del terme, és un títol nobiliari i la forma femenina d'adreçament per l'honor de la dominació en molts ordres cavallerescos cristians, així com el sistema d'honors britànics i els de diversos països de la Commonwealth, com Austràlia i Nova Zelanda (el tractament equivalent masculí es Sir). És l'equivalent femení de cavaller, que tradicionalment es concedeix als homes.